# Liste von Fernsehstationen und Affiliates der Fox Broadcasting Company
Fox Broadcasting Company ist einer der größten TV-Network-Anbietern in den Vereinigten Staaten. Es besteht seit 1986. Neben den eigenen Stationen, die im US-amerikanischen als „owned and operated“ (im Besitz und betrieben von) bezeichnet werden, gehört zu ihm auch ein Affiliate-Netzwerk, das derzeit (Stand: 9. März 2022) aus 227 Fernsehstationen besteht.
Die folgende Liste ist alphabetisch nach Staaten und dem jeweiligen Hauptsitz sortiert. Sie umfasst zunächst alle Stationen in den Vereinigten Staaten und im Folgenden auch die Stationen außerhalb der Vereinigten Staaten. Fett markierte Sender gehören zu den „owned and operated“-Stationen, die durch Fox Television Stations betrieben werden.

## Vereinigte Staaten

### Alabama
- Birmingham – WBRC 6
- Huntsville – WZDX 54
- Mobile – WALA-TV 10
- Montgomery – WCOV-TV 20
- Ozark (Dothan) – WDFX-TV 34

### Alaska
Das Fox-Programm wird teilweise auch über Alaska Rural Communications Service (ARCS) gesendet.
- Anchorage – KTBY 4
- Fairbanks – KATN-DT2 2.2

### Arizona
- Phoenix – KSAZ-TV 10
- Tucson – KMSB 11

### Arkansas
- Fort Smith – KFTA 24
- Jonesboro – KJNB 39 / KJNE-LD 42
- Little Rock – KLRT 16

### Colorado
- Colorado Springs – KXRM-TV 21
- Denver – KDVR 31
- Durango – KREZ-DT2 6.2 (Satellit von KRQE-DT2, Albuquerque, New Mexico)
- Fort Collins – KFCT 22 (Satellit von KDVR)
- Grand Junction – KFQX 4

### Connecticut
- Hartford – WTIC-TV 61

### Delaware
- keine eigenen Sender, Fox sendet über WTXF-TV Philadelphia und WBOC-DT2 Salisbury, Maryland

### District of Columbia
- Washington, D.C. – WTTG 5

### Florida
- Cape Coral (Fort Myers) – WFTX 36
- Jacksonville – WFOX-TV 30
- Miami – WSVN 7
- Ocala (Gainesville) – WOGX 51 (Semi-Satellit von WOFL)
- Orlando – WOFL 35
- Panama City – WPGX 28
- Tallahassee – WTWC-DT2 40.2
- Tampa – WTVT 13
- West Palm Beach – WFLX 29

### Georgia
- Albany – WFXL 31
- Atlanta – WAGA-TV 5
- Augusta – WFXG 54
- Columbus – WXTX 54
- Macon – WGXA 24

### Hawaii
- Hilo – KHAW-TV 11 (Satellit von KHON-TV)
- Honolulu – KHON-TV 2
- Wailuku – KAII-TV 7 (Satellit von KHON-TV)

### Idaho
- Caldwell (Boise) – KNIN-TV 9
- Pocatello (Idaho Falls) – KXPI-LD 24.1
- Twin Falls – KSVT-LD 14

### Illinois
- Bloomington (Peoria) – WYZZ-TV 43
- Chicago – WFLD 32
- Quincy –  WGEM-DT3 10.3
- Rockford – WQRF-TV 39
- Springfield – WRSP-TV 55
- Urbana (Champaign) – WCCU 27 (Satellit von WRSP-TV)

### Indiana
- South Bend – WSBT-TV 22.2
- Evansville – WEVV-DT2 44.2 / WEEV-LD 47.1
- Fort Wayne – WFFT-TV 55
- Indianapolis – WXIN 59
- Lafayette – WPBI-LD 16
- Terre Haute – WTHI-DT2 10.2

### Iowa
- Cedar Rapids – KGAN 2.2
- Davenport – KLJB 18
- Des Moines – KDSM-TV 17
- Ottumwa – KYOU-TV 15
- Sioux City – KPTH 44

### Kalifornien
- Bakersfield – KBFX-CD 58
- El Centro (Yuma, Arizona) – KECY-TV 9
- Eureka – KBVU 28
- Indio (Palm Springs) – KDFX-CD 33
- Los Angeles – KTTV 11 (ATSC 3.0 TV Station) / KTLA (ATSC 1.0 simulcast)
- Monterey – KION-DT2 46.2
- San Francisco – KTVU 2
- Paradise (Chico) – KCVU-TV 20
- Sacramento – KTXL 40
- San Diego – KSWB-TV 69
- Santa Barbara  – KKFX-CD 24
- Visalia (Fresno) – KMPH-TV 26

### Kansas
- Garden City – KAAS-LP 31 (Satellit von KSAS-TV)
- Hoisington (Great Bend) – KOCW 14 (Satellit von KSAS-TV)
- Pittsburg (Joplin, Missouri) – KFJX 14
- Salina – KAAS-TV 17 (Satellit von KSAS-TV)
- Topeka – KTMJ-CD 43
- Wichita – KSAS-TV 24

### Kentucky
- Bowling Green – WBKO-DT2 13.2
- Danville (Lexington) – WDKY-TV 56
- Louisville – WDRB 41
- Newport (Cincinnati, Ohio) – WXIX-TV 19

### Louisiana
- Baton Rouge – WGMB-TV 44
- Lafayette – KADN-TV 15
- Lake Charles – KVHP 29
- New Orleans – WVUE-DT 8
- Shreveport – KMSS-TV 33
- West Monroe (Monroe) – KARD 14

### Maine
- Bangor – WFVX-LD 22 / WVII-DT2 7.2
- Presque Isle – WAGM-DT2 8.2
- Waterville (Portland) – WPFO 23

### Maryland
- Baltimore – WBFF 45
- Salisbury – WBOC-DT2 21.2

### Massachusetts
- Boston – WFXT 25
- Springfield – WGGB-DT2 40.2

### Michigan
- Alpena – WBKB-DT4 11.4
- Cadillac (Traverse City) – WFQX-TV 32
- Detroit – WJBK 2
- Flint – WSMH 66
- Grand Rapids – WXMI 17
- Lansing – WSYM-TV 47
- Marquette – WLUC-DT2 6.2
- Sault Ste. Marie – WWUP-DT2 10.2 (Satellit von WFQX)
- Vanderbilt – WFUP-TV 45 (Satellit von WFQX-TV)

### Minnesota
- Duluth – KQDS-TV 21
- Mankato – KEYC-DT2 12.2
- Minneapolis-St. Paul – KMSP-TV 9
- Rochester – KXLT-TV 47
- Thief River Falls (Grand Forks, North Dakota) – KBRR 10 (Satellit von KVRR, Fargo, N.D.)

### Mississippi
- Greenwood – WABG-TV 6.2
- Gulfport (Biloxi) – WXXV-TV 25
- Hattiesburg – WHPM-LD 23
- Jackson – WDBD 40
- Meridian – WGBC-TV 30
- Natchez (Alexandria, Louisiana) – WNTZ-TV 48
- West Point (Tupelo) – WLOV-TV 27

### Missouri
- Cape Girardeau (Paducah, Kentucky) – KBSI 23
- Columbia – KQFX-LD 22
- Kansas City – WDAF-TV 4
- Osage Beach (Springfield) – KRBK 49
- Saint Joseph – KNPN-LD 26
- St. Louis – KTVI 2

### Montana
- Bozeman – KWYB-LD2 28.2 (Simulcast von KWYB-DT2)
- Butte – KWYB-DT2 18.2
- Great Falls – KFBB-DT2 5.2
- Hardin (Billings) – KHMT 4
- Helena – KHBB-LD2 21.2
- Missoula – KTMF-DT2 23.2

### Nebraska
- Hayes Center – KWNB-DT2 6.2 (Simulcast von KFXL-TV)
- Kearney – KHGI-DT2 13.2 (Simulcast von KFXL-TV)
- Lincoln – KFXL-TV 51
- North Platte – KIIT-CD 11 / KNOP-DT2 2.2
- Omaha – KPTM 42

### Nevada
- Henderson (Las Vegas) – KVVU-TV 5
- Reno – KRXI-TV 11

### New Hampshire
- Keine eigenen Sender, wird über WFXT Boston, WPFO Portland, ME and WFFF-TV Burlington, VT versorgt

### New Jersey
- Keine eigenen Sender, wird über WNYW New York und WTXF-TV Philadelphia versorgt

### New Mexico
- Albuquerque – KRQE-DT2 13.2
- Roswell – KBIM-DT2 10.2 (Satellit von KRQE-DT2)

### New York
- Albany – WXXA-TV 23
- Binghamton – WICZ-TV 40
- Buffalo – WUTV 29
- Corning (Elmira) – WYDC 48
- New York City – WNYW 5
- Rochester – WUHF 31
- Syracuse – WSYT-TV 68
- Utica – WFXV 33
- Watertown – WNYF-CD 28 / WWNY-DT2 7.2

### North Carolina
- Belmont (Charlotte) – WJZY 46[2]
- Greenville – WYDO 14
- High Point (Greensboro) – WGHP 8
- Raleigh – WRAZ 50
- Wilmington – WSFX-TV 26

### North Dakota
- Bismarck – KFYR-DT2 5.2
- Dickinson – KQCD-DT2 7.2 (Satellit von KFYR-DT2)
- Fargo – KVRR 15
- Jamestown – KJRR 7 (Satellit von KVRR)
- Minot – KMOT-DT2 10.2 (Satellit von KFYR-DT2)
- Pembina (Winnipeg) – KNRR 12 (Satellit von KVRR)
- Williston – KUMV-DT2 8.2 (Satellit von KMOT-DT2)

### Ohio
- Cincinnati (lizenziert in Newport – WXIX-TV 19)
- Cleveland – WJW-TV 8
- Columbus – WSYX 6.3
- Dayton – WKEF 22.2
- Lima – WLIO-DT2 8.2
- Steubenville (Wheeling, West Virginia) – WTOV-DT2 9.2
- Toledo – WUPW 36
- Youngstown – WYFX-LD 32

### Oklahoma
- Oklahoma City – KOKH-TV 25
- Tulsa – KOKI-TV 23

### Oregon
- Bend – KFXO-CD 39
- Eugene – KLSR-TV 34
- Medford – KMVU-DT 26
- Pendleton (Kennewick, Washington) – KFFX-TV 11
- Portland – KPTV 12

### Pennsylvania
- Altoona – WATM-DT2 23.2 (Simulcast von WWCP-TV)
- Erie – WFXP 66
- Hazleton (Scranton–Wilkes-Barre) – WOLF-TV 56
- Johnstown – WWCP-TV 8
- Mercer – WFXI-CA 17 (Repeater von WYFX-LP, Youngstown, Ohio)
- Philadelphia – WTXF-TV 29
- Pittsburgh – WPGH-TV 53
- York (Harrisburg) – WPMT 43

### Rhode Island
- Providence – WNAC-TV 64

### South Carolina
- Charleston – WTAT-TV 24
- Columbia – WACH 57
- Greenville – WHNS 21
- Hardeeville (Savannah, Georgia) – WTGS 28
- Myrtle Beach – WFXB 43

### South Dakota
- Lead – KHSD-DT2 11.2 (Satellit von KEVN-LD)
- Mitchell – KDLV-TV 5.2 (Satellit von KDLT-TV)
- Rapid City – KEVN-LD 7
- Sioux Falls – KDLT-TV 46.2

### Tennessee
- Chattanooga – WTVC-DT2 9.2
- Greeneville (Tri-Cities, TN–VA) – WEMT 39
- Jackson – WJKT 16
- Knoxville – WTNZ 43
- Memphis – WHBQ-TV 13
- Nashville – WZTV 17

### Texas
- Abilene – KXVA 15
- Amarillo – KCIT 14
- Austin – KTBC 7
- Beaumont – KFDM 6.3
- Brownsville (Rio Grande Valley) – KXFX-CD 20 (Satellit von KMBH-LD)
- Bryan – KYLE-DT2 28.2 (Satellit von KWKT-TV)
- Corpus Christi – KSCC 38.1
- Dallas – KDFW 4
- El Paso – KFOX-TV 14
- Harlingen (Rio Grande Valley) – KFXV 60
- Houston – KRIV 26
- Laredo – KXOF-CD 31
- Longview (Tyler) – KFXK-TV 51
- Lubbock – KJTV-TV 34
- McAllen (Rio Grande Valley) – KMBH-LD 67
- Odessa (Midland) – KPEJ-TV 24
- San Angelo – KIDY 6
- San Antonio – KABB 29
- Sherman – KXII-DT3 12.3
- Victoria – KVCT 19
- Waco – KWKT-TV 44
- Wichita Falls – KJTL 18

### Utah
- Salt Lake City – KSTU 13

### Vermont
- Burlington – WFFF-TV 44

### Virginia
- Charlottesville – WCAV-DT2 27.1
- Harrisonburg – WSVF-CD 43
- Lynchburg – WWCW-DT2 21.2 (Satellit von WFXR)
- Richmond – WRLH-TV 35
- Roanoke – WFXR 27
- Virginia Beach (Norfolk) – WVBT 43

### Washington
- Spokane – KAYU-TV 28
- Tacoma (Seattle) – KCPQ 13
- Yakima – KCYU-LD 41 (Satellit von KFFX-TV, Pendleton, Oregon)

### West Virginia
- Charleston – WCHS-TV 8.2
- Clarksburg – WVFX 10
- Lewisburg (Bluefield) – WVNS-DT2 59.2
- Moorefield – W46BR-D 46 (Satellit von WTTG Washington, D.C.)
- Parkersburg – WOVA-LD 22

### Wisconsin
- Chippewa Falls (Eau Claire) – WEUX 48 (Satellit von WLAX)
- Green Bay – WLUK-TV 11
- La Crosse – WLAX 25
- Madison – WMSN-TV 47
- Milwaukee – WITI 6
- Wausau – WZAW-LD 33 / WSAW-DT3 7.3

### Wyoming
- Casper – KFNB 20
- Cheyenne – KLWY 27
- Lander (Riverton) – KFNE 10 (Satellit von KFNB)
- Rawlins – KFNR 11 (Satellit von KFNB)

## Kanada
Kanada verfügt über keine eigenen Fox-Fernsehsender. Jedoch können Kanadier das as Programm von Fox über die Sender der Vereinigten Staaten empfangen. Je nach Standort haben kanadische Einwohner mindestens einen Zugang zum Fox-Programm über Kabel, Satellit oder digitales Fernsehen.

## Weitere Länder und Regionen
In folgenden Ländern wird der Fox-Brand ebenfalls genutzt, wobei jedoch nicht immer das Fox-Programm ausgestrahlt wird:
- Fox (Asien) – Kabelfernsehen
- Fox8 (Australien) – Kabelfernsehen über Foxtel
- Fox (Balkanländer) – Kabelfernsehen
- Fox (Bulgarien, Rumänien und Moldawien) –  Kabel und Satellit
- Fox (Deutschland) – Kabelfernsehen
- Fox (Finnland) – öffentlicher Rundfunk
- Fox (Griechenland und Zypern) – via Satellitenfernsehen sowie über NOVA Cyprus, Cablenet und CytaVision
- Fox (Ungarn) – Kabelsender über Telekom, FOX+ (Video-on-Demand)
- Fox (Indien) – Kabelfernsehen
- Fox (Italien  und Malta) – via Satellit über SKY Italia
- Fox (Japan) – vKabel über SKY PerfecTV!
- Fox (Südkorea) –  Kabelfernsehen
- Canal Fox (Lateinamerika) – Kabelfernsehen
- Fox (Mittlerer Osten) – Kabelfernsehen
- Fox (Polen) – Kabelfernsehen über Cyfrowy Polsat
- Fox (Portugal) –  Kabelfernsehen
- Fox (Russland) –  Kabel und Satellit
- Fox (Spanien und Andorra) – Kabelfernsehen über Digital+
- Fox (Taiwan) –  Kabelfernsehen
- Fox (Türkei) – Kabelfernsehen über Cablecom
- Fox (UK und Irland) – Kabel und Satellitenfernsehen